# Calomys
Genre
Les rongeurs du genre Calomys, localisés en Amérique du Sud, sont des réservoirs de virus des fièvres hémorragiques sud-américaines et notamment :
- C. callosus (fièvre hémorragique de Bolivie due à l'arenavirus Machupo) ;
- C. musculinus (fièvre hémorragique d'Argentine due à l'arenavirus Junin).

## Liste des espèces
- Calomys boliviae Thomas, 1901
- Calomys callidus Thomas, 1916
- Calomys callosus Rengger, 1830
- Calomys cerqueiri Bonvicino, de Oliveira, and Gentile, 2010
- Calomys expulsus (Lund, 1841)
- Calomys hummelincki Husson, 1960
- Calomys laucha G. Fischer, 1814
- Calomys lepidus Thomas, 1884
- Calomys musculinus Thomas, 1913
- Calomys sorellus Thomas, 1900
- Calomys tener Winge, 1887
- Calomys tocantinsi Bonvicino, Lima and Almeida, 2003
- Calomys venustus Thomas, 1894